# Dub nad Moravou
Dub nad Moravou är en köping i Tjeckien.   Den ligger i regionen Olomouc, i den östra delen av landet, 220 km öster om huvudstaden Prag. Dub nad Moravou ligger 212 meter över havet och antalet invånare är 1 485.
Terrängen runt Dub nad Moravou är platt. Runt Dub nad Moravou är det ganska tätbefolkat, med 120 invånare per kvadratkilometer. Närmaste större samhälle är Prostějov, 12,0 km väster om Dub nad Moravou. Trakten runt Dub nad Moravou består till största delen av jordbruksmark.